# Leptolaimus cupulatus
Leptolaimus cupulatus is een rondwormensoort uit de familie van de Leptolaimidae. De wetenschappelijke naam van de soort is voor het eerst geldig gepubliceerd in 1972 door Lorenzen.